# Akademiet for de Tekniske Videnskaber
Akademiet for de Tekniske Videnskaber (ATV) er en uafhængig, medlemsdrevet tænketank, der har til formål at fremme teknisk-videnskabelig forskning og anvendelsen af forskningsresultater til gavn for det danske samfund. ATV er en privat non-profit forening.

## Formål
I praksis betyder det, at ATV arbejder for at fremme innovation gennem anvendelse af teknologi, forskning og uddannelse. ATV’s mærkesager er at styrke natur og teknik i uddannelsessystemet samt at styrke danske virksomheders konkurrenceevne gennem teknologiudvikling.
ATV’s vision er, at Danmark skal være en af verdens fem førende Science and Engineering-regioner i verden - til gavn for kommende generationer. For at gøre visionen til virkelighed gennemfører Akademiet projekter og aktiviteter, der skaber umiddelbar værdi for virksomheder, universiteter og samfundet – og samtidig styrker rammevilkårene for teknologiudvikling. ATV’s arbejde ligger inden for en række overordnede samfundstemaer, som medlemmerne peger på. Aktuelt er det:
- Vidensbaseret og teknologisk produktion
- Science og Engineering i uddannelserne
- Digitalisering og Big Data
- Bæredygtig teknologi, naturressourcer, energi og infrastruktur
- Sundhed, forebyggelse og sundhedsteknologi

ATV er selvsupplerende, og medlemmerne vælges ind i Akademiet ud fra deres personlige kompetencer og stærke faglige ekspertise. Et mindre antal af medlemmerne er såkaldte partnermedlemmer, det vil sige, at de repræsenterer de virksomheder, som udgør ATV’s faste økonomiske bidragydere. ATV har cirka 816 medlemmer, hvoraf mange er førende forskere og forskningsledere på universiteter og i virksomheder.

## Arbejdsform
Medlemmerne arbejder frivilligt og ulønnet støttet af et sekretariat med 11 ansatte. ATV gennemfører ikke selv egentlig forskning, men arbejder for at skabe rammerne for andre. Det sker i form af ekspertudvalg, tværfaglige udredningsarbejder, udgivelse af rapporter, notater og høringssvar, afholdelse af konferencer, seminarer og et årligt Teknologisk Topmøde. Akademiet deltager i den offentlige debat, i medierne og er i dialog med beslutningstagere. ATV påtager sig også rollen som neutralt mødested mellem virksomheder og universiteter for på den måde at fremme samarbejde om forskning og innovation. ATV er i kraft af medlemskredsen selv med til at virkeliggøre anbefalingerne fra projekterne, f.eks. ved at gennemføre særlige programmer eller tage initiativ til implementering i samarbejde med virksomheder og universiteter.

## Internationalt samarbejde
ATV samarbejder med teknisk-videnskabelige akademier i andre lande, især det svenske Kungl. IngenjörsVetenskapsAkademien (IVA), Norges Tekniske Vitenskapsakademi (NVTA) og det tyske Deutsche Akademie der Technikwissenschaften (acatech). Desuden er ATV medlem af to internationale organisationer, CAETS og Euro-CASE

## Historie
ATV blev stiftet den 28. maj 1937 af en kreds af forskere og erhvervsfolk med rektor for Danmarks Tekniske Højskole, DTH (det nuværende DTU), P. O. Pedersen i spidsen. Missionen var at opbygge et dansk samfund, der kunne klare sig internationalt og skabe værdi på baggrund af teknologiske og videnskabelige fremskridt. De første år blev præget af en række udvalgsarbejder med udspring i datidens kriseøkonomi.
I 1940’erne og frem til midten af 1950’erne blev ATV en markant aktør i opbygningen af Danmark som industrisamfund. I 1946 etablerede ATV i samarbejde med staten Danmarks første forskningsråd, Det Teknisk-Videnskabelige Forskningsråd, som i begyndelsen af 1970’erne blev indlejret i forskningsrådssystemet, hvor det stadig er en del af Det Frie Forskningsråd.
ATV var medvirkende til, at Danmark for første gang fik en egentlig forskningspolitik. Sideløbende oprettede Akademiet en række institutter, som havde til formål gennem teknologisk videnskab at finde løsninger på samfundets og virksomhedernes problemer. Blandt de mest kendte kan nævnes Regnecentralen, Svejsecentralen, Isotopcentralen og Geoteknisk Institut. Institutterne er i dag udskilt fra ATV, men er stadig vigtige dele af det moderne videnssamfund. Blandt dem er FORCE Technology, der udspringer af Svejsecentralen, DELTA, som udfører test af bl.a. lyd og lys, Geo, som udfører jordbundsundersøgelser, samt DHI, der tidligere hed Dansk Hydraulisk Institut.
I 1953 tilbød USA andre lande atomkraftteknologi, hvis de fraskrev sig retten til at udvikle atomvåben. ATV så muligheder for Danmark og tog året efter initiativ til at danne Atomenergiudvalget med Niels Bohr i spidsen og Haldor Topsøe som et andet markant medlem. Gruppen undersøgte mulighederne for, at Danmark kunne få del i den amerikanske hjælp, og dens anbefalinger blev gjort til den daværende regerings politik: Atomenergikommissionen blev oprettet, og Risø blev bygget.
I anden halvdel af 1950’erne og op gennem 1960’erne blev ATV brobygger mellem vidensinstitutionerne, erhvervslivet og den stadigt voksende offentlige sektor. Et af de konkrete resultater er Erhvervsforskeruddannelsen, som blev etableret af ATV i 1971. Uddannelsen var en 2½-årig forskeruddannelse, som skulle tilføre dansk erhvervsliv medarbejdere, der var kvalificerede til at varetage forskning og udvikling i virksomheder. Uddannelsen fik i 1988 status som en officiel 3-årig ph.d.-uddannelse. Den gennemføres af en kandidat i samarbejde mellem en virksomhed, hvor kandidaten er ansat, og et universitet, hvor kandidaten er indskrevet som ph.d.-studerende. Der ydes tilskud til både virksomhed og universitet. Midlerne ydes via finansloven. Administrationen blev varetaget af ATV indtil 2002, hvor den blev overtaget af Videnskabsministeriet, og ordningen skiftede navn til ErhvervsPhD-ordningen.
I 1970’erne skiftede ATV fokus i retning af miljøbevidsthed og kritisk teknologivurdering. Det førte bl.a. til en langvarig intern debat i Akademiet om, hvorvidt Danmark skulle have atomkraft som led i energiforsyningen. I denne periode var ATV med til at starte udviklingen af vindindustrien, mens ATV-institutterne samtidig bidrog til skabelsen af den danske offshore olie- og gasudvinding i Nordsøen.
Op igennem 1980’erne og 1990’erne ændredes ATV’s rolle sig igen. Akademiet ønskede at revitalisere forsknings-, uddannelses- og teknologipolitikken. Blandt andet udarbejdede ATV en række rapporter, der anbefalede at gøre ingeniøruddannelserne mere tværfaglige, så ingeniører ud over de traditionelle fag også fik kompetencer inden for erhvervsøkonomi, projektledelse, management og kommunikation. Ideer, der senere er gennemført. ATV pressede også hårdt på for at få ændret universiteternes styrelseslov, der stammede fra begyndelsen af 70’erne. ATV ønskede at højne kvaliteten af forskningen og uddannelserne, og metoden var blandt andet at få ledelsesmodeller fra erhvervslivet indført på universiteterne. Det lykkedes med universitetslovene fra 1992 og 2003.
Omkring år 2000 måtte Akademiet definere en ny rolle til sig selv. De politiske målsætninger var stort set gennemført, Erhvervsforskeruddannelsen overtaget af staten, og institutterne udskilt fra selve ATV. Akademiet fungerede i de følgende år primært som netværksorganisation og tænketank, der gav indspil til samfundsdebatten gennem rapporter og konferencer. Blandt andet var ATV blandt de første, der satte fokus på vigtigheden af, at samfundet tilpasser sig klimaændringerne. ATV har også markeret sig med en række rapporter om fødevareforskning og -kontrol, infrastruktur og energisystemet.
Fra 2012 foretog ATV en kursændring, hvor der lægges særlig vægt på aktiviteter, der skaber direkte værdi for medlemmer, virksomheder, forskningsinstitutioner og samfundet som helhed. Det er f.eks. tværfaglige analyse- og udredningsarbejder inden for udvalgte temaer baseret på medlemmernes faglighed. ATV lægger vægt på at være mødested mellem virksomheder og vidensinstitutioner, og man ønsker selv at være med til at implementere anbefalinger og konklusioner fra projekterne – hvilket kan lade sig gøre i kraft af medlemmerne.

## Økonomi
ATV er finansieret gennem frivillige bidrag fra mange kilder for at sikre Akademiets uafhængighed. Den generelle drift finansieres via faste bidragydere, der betaler et årskontingent. ATV har omkring 67 faste bidragydere, som er større virksomheder, universiteter, fonde og organisationer. Dette inklusiv otte iværksætterpartnere der hvert år giver ATV 100.000 kr.
ATV’s projekter finansieres oftest med fondsmidler og sponsorater, ligesom Akademiet mod betaling udfører udredningsarbejder af tværfaglig karakter.
ATV’s regnskaber og listen over bidragydere er offentlige. De fremgår af Akademiets årsrapporter og hjemmeside.

## Organisation
Akademiets overordnede ledelse varetages af et præsidium, som vælges af akademimedlemmerne. ATV’s præsident er Anders Overgaard Bjarklev, rektor DTU, formand Danske Universiteter. Den daglige drift varetages af sekretariatet, der har til huse på Frederikholms Kanal, og som ledes af akademidirektør Lia Leffland.
Medlemmerne er aktive i de fem temagrupper:
- Temagruppen digitalisering
- Temagruppen fremtidens produktion
- Temagruppen Science & Engineering i uddannelserne
- Temagruppen sundhedsteknologi
- Temagruppen teknologi for bæredygtighed

Samt det stående udvalg ATV-Rådet for Teknologi og Samfund og en række ad hoc-udvalg, blandt andet ATV’s Digitale Vismandsråd.
ATV havde i flere år arbejdet for at få nedsat et center for arbejdet med energilagring. I januar 2021 blev sekretariatet for Dansk Center for Energilagring (DaCES) formelt startet med sekretariatschef Anne Marie Damgaard, finansieret af Industriens Fond med en startbevilling på knap 11 mio. kr.
ATV’s sekretariat huser Dansk Center for Energilagring i centrets første år.
De faste bidragydere betegnes ATV-partnere og er repræsenteret gennem Partnerkomiteen, der har en rådgivende funktion og står for rekruttering af nye partnere. Partnerkomiteens formand er Anne-Lise Høg Lejre, direktør, Produktion og Innovation, Teknologisk Institut.
Ud over de faste organer og udvalg opretter ATV ekspertudvalg og arbejdsgrupper, som nedlægges igen, når et projekt er gennemført.

## Præsidenter
- P.O. Pedersen 1937-1941
- Anker Engelund 1941-1947
- H.P. Christensen 1947-1953
- Robert Henriksen 1953-1956
- K.U. Linderstrøm-Lang 1956-1959
- J.L. Mansa 1959-1962
- N.E. Holmblad 1962-1968
- Povl Hermann 1968-1971
- Niels I. Meyer 1971-1977
- Niels Gram 1977-1983
- Poul Vermehren 1983-1989
- Erik B. Rasmussen 1989-1995
- Jens Rostrup-Nielsen 1995-1999
- Kim A. Hueg 1999-2001
- Mogens Bundgaard-Nielsen 2001-2003
- Mads Krogsgaard Thomsen 2003-2005
- Torben Greve 2005-2008
- Klaus Bock 2008-2011
- Martin Bendsøe 2011-2014
- Carsten Orth Gaarn-Larsen 2014-2017
- Jukka Pertola 2017-2020
- Anders Overgaard Bjarklev 2020-2022
- Carsten Toft Boesen 2023-nu